# Ernest Picard-Destelan
Ne doit pas être confondu avec Ernest Picard.
Pour les articles homonymes, voir Picard (homonymie).
Ernest-Philibert-Marie Picard-Destelan, né à Brest le 5 janvier 1843 et mort le 23 janvier 1898 dans le 5e arrondissement de Paris, est un officier de marine et écrivain français.

## Biographie

Insigne de capitaine de frégate

Entré dans la marine en 1860, il devient, le 1er janvier 1881, premier aide de camp auprès du Contre-Amiral Léopold de Pritzbuer, commandant en chef la Division navale du Levant et parvient au grade de capitaine de frégate.
Dans L'armée contre la nation, Urbain Gohier dit qu'après avoir combattu pendant l'Expédition du Mexique et la Bataille de Fuzhou, il fut brisé par une commission d'enquête présidée par le contre-amiral Jean-Charles-Alexandre Sallandrouze de Lamornaix pour avoir "pris la main dans le sac" un lieutenant de vaisseau protégé par le vice-amiral Charles Duperré, déserteur et grand-croix,. Il était alors directeur des mouvements du Port de commerce de Rochefort, et le ministre de la Justice, Georges Clemenceau.
En tant qu'homme de lettres, il est l'auteur d'une série de publications concernant la marine et les colonies.
Parmi ses écrits, Annam et Tonkin, notes de voyage d'un marin publié en 1892 est un ouvrage de référence pour ceux qui écrivent sur l'histoire de l'Indochine à la fin du XIXe siècle en France comme à l'étranger.

## Distinctions
- Officier de la Légion d'honneur (9 juillet 1888)[7]

## Vie personnelle
Fils d'un officier de marine, capitaine de vaisseau, commandeur de la Légion d'honneur (1872), en Crimée, en Chine et au Mexique, Jean-Marie Esprit Picard (né le 14 mars 1813 à Brest), il épouse Louise Hammer (1855-1942), fondatrice du Cours Hattemer de Cherbourg, qui lui donne 7 enfants: Yvan (1876-1931) épouse Marthe Arribat, Marie Louise (1877-1962) épouse Gaston Jomier, Jean (1884-1906), Raymond (1885- 1888), Guy (1889-1917), Hervé (1882-1918), épouse Marie Tchin-Chi-Yung et Henri (1878-1971), épouse Julia Webb. Il est l'aïeul de Laurence Deshayes de Cambronne.
Né Picard, il demanda à ajouter à son nom patronymique celui de Destelan, et à s'appeler légalement, Picard-Destelan : l’autorisation fut accordée par décret du 3 novembre 1891

## Œuvres de Picard-Destelan
- Langage marin anglais-français, extraits de règlements, connaissances utiles aux officiers des marines de France et d’Angleterre, avec Sydney R. Fremantle, ed. Berger-Levrault et cie, 1889[13].
- Annam et Tonkin, notes de voyage d'un marin[14], ed. P. Ollendorff, 1892[15].
- 1893 Politique française, Paris, ed. Librairie Marchal et Billard, 1893[16].
- Politique internationale 1893 Guerre ou paix, ed. C. Migault et Cie, 1893[17].
- Ligue de la Paix. Une grande œuvre, ed. impr. de A. Dumont, 1894[18].
- Mon Droit !, ed. inconnu, 1896[19].
- Lettre au parlement, ed. Charmerot et Renouard, 1896[20].
- Notre Marine, ed. P.-V. Stock, 1897[21].